# Karis Alika Islamadina
'Karis Alika Islamadina conocida también como Alika (nacida en Sídney, Australia el 24 de junio de 1994) es una cantante indonesia. Fue la ganadora de medalla de oro olímpica, tras participar y competir en el evento coral del World Choir Games en Xiamen-4, en la República Popular China. Alika es sobrina de la artista Rohali Alya, quien también es productora ejecutiva de su primer álbum.

## Biografía
A la edad de cinco años, Alika Vocalia estudió técnicas de canto en Bina Kak Kak Citra Pranadjaja y Djoko hasta 2004, hasta que entró a los estudios de grabación de Elfa Music Studio, empresa quien la representa en su sello discográfico. En julio de 2006, junto al grupo coral, Elfa East West ganó una medalla de oro en los World Choir Olímpicos IV en Xia Men - China, en la categoría de Folclore con el acompañamiento instrumental (étnicas). Alika y el equipo Coral, con quien participó superó a los demás equipos ganadores, tales a los locales de China, y de otros países como Gran Bretaña, Sudáfrica, Corea del Sur, Tailandia y Venezuela. World Choir Olímpicos se celebran periódicamente cada 2 años por el evento Musica Mundi de Alemania.

## Discografía
- Salam Bagi Sahabat - bersama 12 besar AFI Junior
- "Nina Bobo" - Album Peduli Kasih
- Alika (2006)

## Premios
- Medali emas di World Olympic Choir IV di Xia Men, China untuk kategori Folklore with Instrument Accompaniment (Etnik)
- Penyanyi Terbaik untuk kategori Anak - AMI Award 2006
- Komposisi Musik Lagu Anak Terbaik untuk lagu "Sahabat Tersayang" - AMI Award 2006
- Album Anak Terbaik untuk Alika - AMI Award 2006